# Paul Gilroy

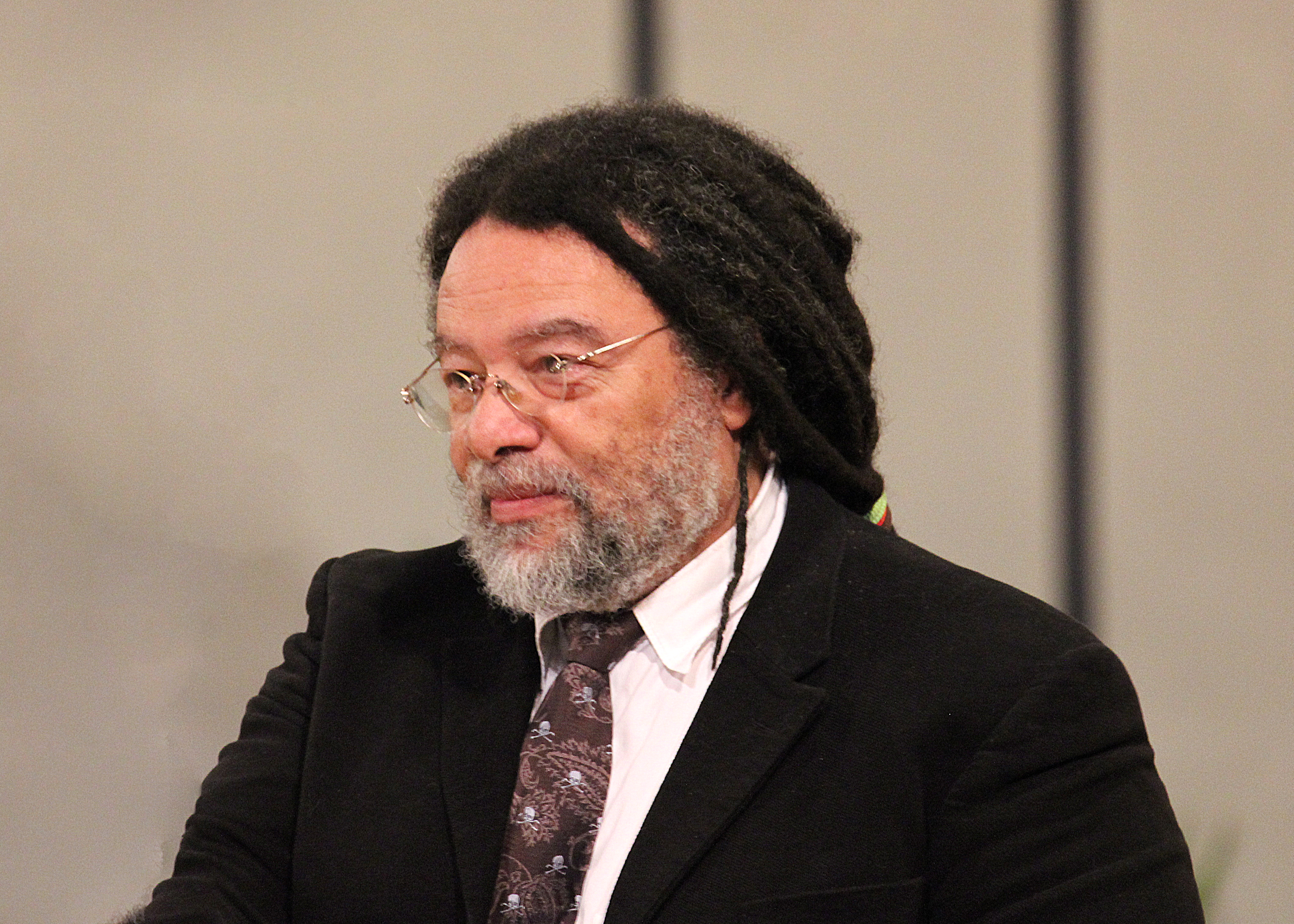
Paul Gilroy bei Geschwister-Scholl-Preisverleihung in der LMU

Paul Gilroy (* 16. Februar 1956 in London) ist ein britischer Professor am University College London. Zuvor war er erster Inhaber des Anthony Giddens Lehrstuhls für Social Theory an der London School of Economics and Political Science sowie Charlotte Marian Saden Professor für African American Studies und Soziologie an der Yale University. Seine Forschungsschwerpunkte sind Cultural Studies und die Kultur der afrikanischen Diaspora.

## Werdegang
Gilroy wurde im East End von London geboren. Seine Eltern sind guyanischer und englischer Herkunft; seine Mutter war die Schriftstellerin und Lehrerin Beryl Gilroy (1924–2001). Er besuchte die University College School in Hampstead und erlangte 1978 den akademischen Grad des Bachelors an der University of Sussex.
Gilroy arbeitete während der 1980er Jahre für den Greater London Council, bevor er sich der akademischen Forschung und Lehre zuwandte. Er lehrte am Goldsmiths College der Universität London, bevor er einem Ruf an die Yale University folgte, wo er den Vorsitz über das Institut für African American studies übernahm, an dem Charlotte Marian Saden als Professorin für Soziologie tätig war. Seit 2005 hatte er den Anthony-Giddens-Lehrstuhl in Social Theory an der London School of Economics inne, bevor er im September 2012 an das King’s College London wechselte. 2014 wurde er zum Mitglied der British Academy ernannt, 2018 in die American Academy of Arts and Sciences gewählt. 2019 erhielt er den Holberg-Preis.

## Forschungsschwerpunkte
Gilroy ist als wissenschaftlicher Experte und Historiker der Musik afrikanischer Diaspora, als Berichterstatter über politische Themen, die Rassen, Nation und Rassismus im Vereinigten Königreich betreffen, sowie als Altertumsforscher im Bereich des literarischen und kulturellen Lebens von People of Color in der westlichen Hemisphäre bekannt.
Seine Theorien über Rasse, Rassismus und Kultur hatten großen Einfluss auf die kulturellen und politischen Bewegungen Schwarzer Briten und Briten of Colour während der 1990er Jahre. Neben Stuart Hall, Lenny Henry, Norman Jay und Ian Wright zählt er zu den herausragenden Persönlichkeiten, die es Schwarzen Briten und Briten of Colour ermöglichten, ihre Zugehörigkeit und Bindung gegenüber dem Vereinigten Königreich öffentlich zu propagieren.

## Schriften
- 1982: (Mitautor) The Empire Strikes Back: Race and Racism in '70s Britain, London: Hutchinson/Centre for Contemporary Cultural Studies.
- 1987: There Ain't No Black in the Union Jack: The Cultural Politics of Race and Nation, London: Hutchinson - NA: London: Routledge 2002.
- 1993: The Black Atlantic: Modernity and Double Consciousness, London: Verso Books.
  - deutschsprachige Übersetzung: Der schwarze Atlantik. Moderne und doppeltes Bewusstsein, Übersetzt von Utku Mogultay, Leipzig: Merve, 2025.
- 1993: Small Acts: Thoughts on the Politics of Black Cultures, London: Serpent's Tail.
- 1995: (mit Iain Chambers) Hendrix, hip-hop e l’interruzione del pensiero, Costa & Nolan.
- 2000: Against Race: Imagining Political Culture Beyond the Color Line, Cambridge, Mass. :The Belknap Press of Harvard University Press.
- 2000: Between Camps: Nations, Culture and the Allure of Race, London: Allen Lane.
- 2000: Without Guarantees: Essays in Honour of Stuart Hall (hrsg. mit Angela McRobbie und Lawrence Grossberg), London: Verso.
- 2004: After Empire: Melancholia or Convivial Culture, London: Routledge.
- 2007: Black Britain – A Photographic History (mit einem Vorwort von Stuart Hall), London: Saqi.
- 2009: (Mitautor) Kuroi Taiseiyo to Chishikijin no Genzai (The Black Atlantic and Intellectuals Today), Shoraisha.
- 2010: Darker Than Blue: On The Moral Economies of Black Atlantic Culture, Cambridge, Mass. :Harvard University Press.
- 2024: Vorwort zu Françoise Vergès: A programme of absolute disorder : decolonizing the museum, London ; Las Vegas: Pluto Press.